# آنا ماریا بوتینی
آنا ماریا بوتینی (ایتالیایی: Anna Maria Bottini؛ ‏ ۲۴ مارس ۱۹۱۶ – ۹ اوت ۲۰۲۰) بازیگر اهل ایتالیا بود. وی بین سال‌های ۱۹۳۸ تا ۱۹۹۳ میلادی فعالیت می‌کرد.
از فیلم‌هایی که وی در آن نقش داشته‌است، می‌توان به دیو و دلبر، یوزپلنگ و حقوق اشاره کرد.